# Lasioglossum imitatum
Lasioglossum imitatum är en biart som först beskrevs av Smith 1853. Den ingår i släktet smalbin, och familjen vägbin. Inga underarter finns listade i Catalogue of Life.

## Beskrivning
Huvudet, som är mycket brett och fyrkantigt hos honan, och mellankroppen är metalliskt ljusgröna. Munskölden är svartbrun på den övre halvan, metalliskt mässingsfärgad på den undre. Antennerna är mörkbruna, undersidan på de yttre delarna orange till rödbrun hos honan, rödaktig hos hanen. Benen är bruna, med orangegula fötter på de fyra bakre benen hos honan, gula fötter på alla sex benen hos hanen. Vingarna är halvgenomskinliga med ljust rödbruna ribbor och rödbruna vingfästen. Bakkroppssegmenten är mörkbruna med genomskinligt gulbruna bakkanter. Behåringen är vitaktig och tämligen gles; hanen kan dock ha något kraftigare behåring, framför allt i nedre delen av ansiktet. Som de flesta smalbin är arten liten; honan har en kroppslängd på 3,4 till 5 mm och en framvingelängd på 2,9 till 3,6 mm; motsvarande mått hos hanen är 4,2 till 4,3 mm för kroppslängden och 3 till 3,2 mm för framvingelängden. Storleken skiljer sig kraftigt åt mellan de olika kasterna (drottningar, arbetare och hanar).

## Utbredning
Utbredningsområdet omfattar södra Kanada från sydligaste Alberta till Nova Scotia, samt nästan hela USA med västgräns från västligaste Montana till Arizona och det sydöstligaste hörnet av Kalifornien, samt sydgräns från Arizona över New Mexico och mellersta Texas till Georgia och nordligaste Florida. Arten är vanlig.

## Ekologi
Lasioglossum imitatum är polylektisk, den flyger till blommande växter från ett mycket stort antal familjer: Akantusväxter, svaltingväxter, sumakväxter, flockblommiga växter, oleanderväxter, järneksväxter, korgblommiga växter, balsaminväxter, berberisväxter, katalpaväxter, strävbladiga växter, korsblommiga växter, klockväxter, kaprisväxter, kaprifolväxter, nejlikväxter, benvedsväxter, kornellväxter, Cyrillaceae, ebenholtsväxter, törelväxter, vinväxter, ljungväxter, ärtväxter, näveväxter, hortensiaväxter, strävbladiga växter, kransblommiga växter, lagerväxter, liljeväxter, linväxter, fackelblomsväxter, malvaväxter, kransörtsväxter, lotusväxter, dunörtsväxter, vallmoväxter, kermesbärsväxter, grobladsväxter, gräs, slideväxter, portlakväxter, ranunkelväxter, brakvedsväxter, rosväxter, måreväxter, vinruteväxter, videväxter, stenbräckeväxter, flenörtsväxter, Smilacaceae, potatisväxter, malvaväxter, violväxter, desmeknoppsväxter, paradisblomsterväxter, vindeväxter, harsyreväxter och gurkväxter. Honorna flyger från februari till november, hanarna från april till oktober.

### Fortplantning
Arten är eusocial, den konstruerar samhällen i bon utgrävda i marken, som består av en fertil hona (en drottning, samhällets grundläggare), arbetare (icke-fertila honor) och hanar. Bona är ettåriga, precis som hos de flesta humlor. Den befruktade drottningen övervintrar och kommer fram på våren, då hon gräver ut ett bo där hon lägger sina ägg. Ur dessa kläcks arbetare, som tar över yngel- och bovården, medan deras moder fortsätter att lägga ägg. Så småningom kläcks könsdjur, hanar och drottningar. De senare övervintrar för att grunda nya bon nästa vår, medan det gamla boet och dess invånare dör.

### Utsatt för social parasitism
Arten har vaktbin vid boet, som ska hindra främmande bin och predatorer att komma in. Trots det finns det ett annat smalbi, den nära släktingen Lasioglossum asteris (tidigare kallad Paralictus asteris), som uppträder som en social parasit på samma sätt som snylthumlor uppträder mot andra humlor: Honan tränger in i boet, tar över det, och tvingar innevånarna att föda upp hennes egen avkomma. Till skillnad från de flesta andra sociala parasitbin åstadkommer hon detta inte främst genom fysiskt våld, även om hon är kraftigt byggd och med stora käkar, utan med feromoner, som hindrar värdbina att angripa henne.